# Constantin Rosetti-Bălănescu
Constantin Rosetti-Bălănescu (n. 9 noiembrie 1892 – d. 30 septembrie 1994) a fost un general român de artilerie, care a îndeplinit funcții de comandă în cel de-al Doilea Război Mondial.
Generalul de divizie Constantin Rosetti-Bălănescu a fost trecut în cadrul disponibil la 9 august 1946, în baza legii nr. 433 din 1946, și apoi, din oficiu, în poziția de rezervă la 9 august 1947.